# آن أبلباي
آن أبلباي (بالإنجليزية: Anne Appleby)‏ هي رسامة أمريكية، ولدت في 1954 في هاريسبرج في الولايات المتحدة.

## وصلات خارجية
- الموقع الرسمي